# NGC 1380
NGC 1380 é uma galáxia {{{typ}}} localizada na direcção da constelação de Fornax. Possui uma declinação de -34° 58' 31" e uma ascensão recta de 3 horas, 36 minutos e 27,5 segundos.
A galáxia NGC 1380 foi descoberta em 2 de Setembro de 1826 por James Dunlop.